# Alphonse Van Mele
Alphonse Van Mele (1891. december 29. – 1972. január 11.) olimpiai ezüstérmes belga tornász.
Ez első világháború után az 1920. évi nyári olimpiai játékokon indult, és mint tornász versenyzett. Csapat összetettben ezüstérmes lett.